# Université d'État de Bakou
L'université d'État de Bakou (en azéri : Bakı Dövlət Universiteti) est une université publique située à Bakou, en Azerbaïdjan.

## Historique
Fondée en 1919 par décision du parlement de la République démocratique d'Azerbaïdjan, l'université ouvre alors avec des départements d'histoire, de philologie, de physique, de mathématiques, de droit et de médecine, avec un effectif de 1 094 élèves. Le premier recteur est V. I. Razoumovsky, ancien professeur de chirurgie à l'université de Kazan. En 1924-1926, plusieurs professeurs de la faculté orientale de l'université de Léningrad et du département oriental de l'université de Kazan forment le département oriental de l'université à l'initiative du professeur Barthold.
En 1930, le gouvernement demande la fermeture de l'université, dans le cadre d'une réorganisation de l'enseignement supérieur. Elle est remplacée par l'Institut pédagogique suprême. L'université reprend ses activités en 1934. Elle connaît des temps difficiles pendant la Seconde Guerre mondiale, le nombre d'enseignants étant considérablement réduit.
En 1959, l'université de Bakou compte treize facultés. Entretemps, l'université de médecine d'Azerbaïdjan et l'université d'économie d'Azerbaïdjan ont été créées à partir du département correspondant de l'université d'État, la première en 1930 et l'autre en 1934.
Les années après 1969 peuvent être considérées comme des années de développement dans le sens de la connaissance et de la science. Couvrant une vaste période historique, au cours de ces années, des facultés de spécialités modernes ont été créées et environ 30 laboratoires de recherche scientifique ont été ouverts. En conséquence, il a été créé une assurance forte de développement futur. L’université a commencé à se développer après l’arrivée au pouvoir d’Heydar Aliyev. Les spécialités modernes, les départements et les laboratoires scientifiques ont commencé à fonctionner à l'université. Avec son riche passé historique, l’université d’État de Bakou a toujours été un centre scientifique et éducatif majeur en Azerbaïdjan. Des scientifiques, des intellectuels et des hommes politiques célèbres et Heydar Aliyev, un homme politique remarquable, sont diplômés de l'université d'État de Bakou.

## Personnalités liées
L'université compte parmi ses anciens élèves Heydar Aliyev qui a dominé la vie politique azerbaïdjanaise pendant plus de trente ans et fut président du pays dans la première décennie suivant l'indépendance.

## Relations internationales
Au fil du temps, l’université construit ses relations internationales. Actuellement[Quand ?], l’UEB est membre de diverses associations et institutions en tant qu'association des universités d'Eurasie, qui regroupe la plupart des universités de l'ex-URSS. Entre 2002 et 2004, l’UEB a dirigé l’Association des universités des États de la mer Noire. En outre, l'université a signé des accords de coopération scientifique et technique et des programmes d'échanges étudiants-enseignants avec l'université d'État de Moscou, l'université de l'Indiana et l'université nationale de Kiev, l'université de Vienne et d'autres universités.
À la suite de ces collaborations, l’université organise des conférences scientifiques, des ateliers ainsi que la publication de manuels scolaires.

## Conseil académique
Le conseil académique de l'université d'État de Bakou a pour objectif de contribuer à l'éducation, à sa qualité, à la représentation de l'université et à l'établissement de relations internationales. Le conseil se concentre principalement sur les questions suivantes :
- Focus sur le développement de l'université dans différentes directions
- Formation de suggestions pertinentes sur la réglementation et la base de fondation de l'université
- confirmation des règlements et des instructions
- Définition du plan d'acceptation des étudiants
- Formation du budget annuel de l’UEB
- Confirmation des plans éducatifs
- Assigner des titres

- Affectation de professeurs-consultants

## Facultés et instituts

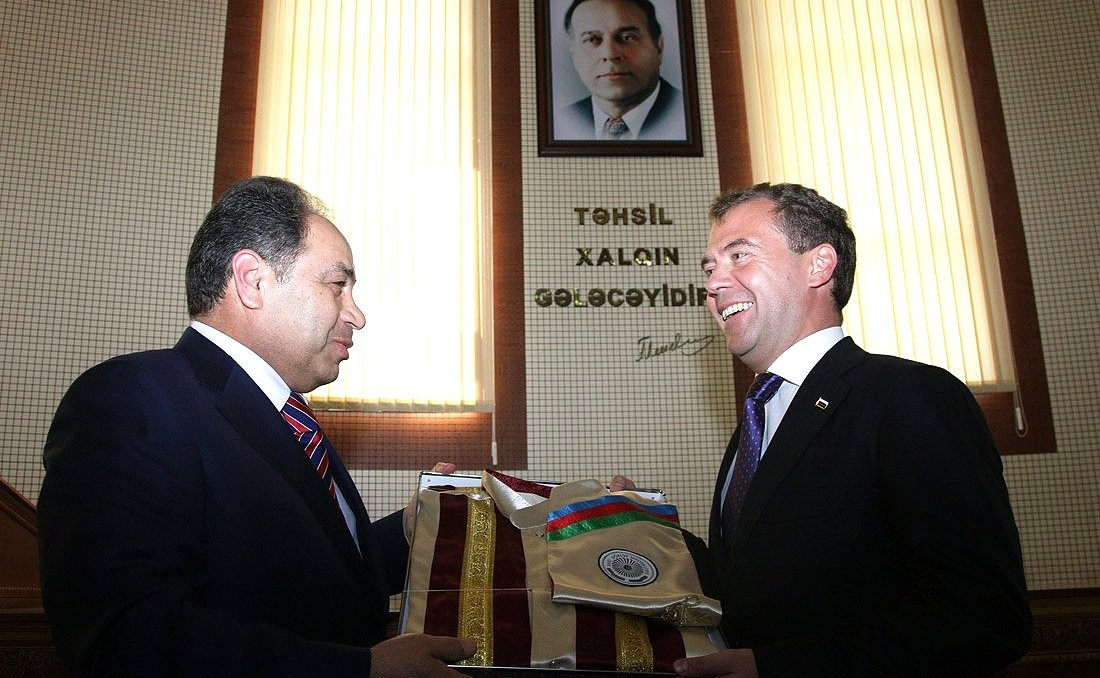
Cérémonie conférant à Dmitri Medvedev un doctorat honoris causa de l'université d'État de Bakou, le 3 septembre 2010.

### Facultés
- Faculté de physique
- Facultê de mécanique et mathématiques
- Faculté de chimie
- Faculté de biologie
- Faculté de écologie et science du sol
- Faculté de géologie
- Faculté de     géographie
- Faculté de histoire
- Faculté de philologie
- Faculté de relations internationales et économie
- Faculté de journalisme
- Faculté de études orientales
- Faculté de sciences sociales et psychologie
- Faculté de bibliothéconomie et information[3]

### Instituts de recherche
- Institut de recherche scientifique en mathématiques appliquées
- Institut de problèmes de physique théorique

## Universités partenaires
- Réseau des universités des Balkans
- Université Tchung Yuan de Taïwan, Taïwan

## Affiliations
- L'université est membre de l'association des universités du Caucase[4].

## Personnalités liées à l'université

### Étudiants
- Mammad Arif Dadachzade (né en 1904), écrivain azéri.
- Intigam Aliyev (né en 1962), défenseur des droits humains
- Anar Baghirov (né en 1976), avocat
- Lev Landau (né en 1908), physicien théorique.
- Aytən Mustafayeva (née en 1968), femme politique
- Ali Omarov (né en 1947), procureur général de la République d'Azerbaïdjan
- Aslan Aslanov (né en 1951), directeur général de l'Agence télégraphique d'Etat d'Azerbaïdjan
- Vougar Aslanov (né en 1964), écrivain et journaliste
- Rauf Mirgadirov (né en 1961), journaliste
- Arif Younous (né en 1955), historien
- Maharram Gasimli (né en 1958), spécialiste en littérature et folkloriste
- Alec (Alirza) Rassizade (diplômé en 1969), historien et politologue américain.
- Djanette Salimova, (née en 1940), metteuse en scène azérie.
- Yelena Tağıyeva (née en 1959), paléogéographe
- Djabir Novruz, écrivain azéri.